# Дона-Шлобиттен, Фридерика
Графиня и бургграфиня Фридерика Шарлотта Антония Амалия цу Дона-Шлобиттен-Лейстенау (нем. Friederike Gräfin und Burggräfin zu Dohna-Schlobitten und Leistenau; (3 июля 1738 — 21 апреля 1786) — принцесса Шлезвиг-Гольштейн-Зондербург-Бекская, благодаря браку с принцем Карлом Антоном Августом Шлезвиг-Гольштейн-Зондербург-Бекским. Дама Большого креста ордена Святой Екатерины.

## Биография
Фридерика родилась 3 июля 1738 года в Кёнигсберге, Пруссия. Она была младшей дочерью графа Альбрехта Кристофа Донна-Шлобиттен-Лейстенау (1698—1752) и принцессы Софии Генриетты Шлезвиг-Гольштейн-Зондербург-Бекской (1698—1768).
По отцовской линии приходилась внучкой бургграфу и графу Александру цу Дона-Шлобиттен и троюродной сестрой графу Ю. А. Головкину. По материнской линии — внучка герцога Фридриха Людвига Шлезвиг-Гольштейн-Зондербург-Бекского и Луизы Шарлотты Шлезвиг-Гольштейн-Зондербург-Августенбургской.
30 мая 1754 года в Кёнигсберге пятнадцатилетняя Фридерика была выдана замуж за своего кузена принца Карла Антона Августа Шлезвиг-Гольштейн-Зондербург-Бекского (1727—1759), сына Петра Августа Фридриха Гольштейн-Бекского и принцессы Софии Гессен-Филипстальской. У супругов был единственный сын:
- Фридрих Карл Людвиг (20 августа 1757 — 24 апреля 1816) — женат на Фридерике фон Шлибен

Фридерика не стала герцогиней, так как её супруг скончался ещё при жизни отца. Позднее герцогский титул унаследовал её сын. Будучи прабабушкой по мужской линии короля Дании Кристиана IX, она является предком многих европейских монархов (королей Норвегии, Дании, Греции и Соединенного Королевства).
После смерти первого мужа, 21 мая 1777 года, она вышла замуж во второй раз за графа Фридриха Детлев фон Мольтке (1750—1825). Брак был бездетен.

## Награды
- 19 марта 1760 года принцесса Фридерика одновременно со своей кузиной принцессой Софией Шарлоттой была удостоена ордена Святой Екатерины 1 степени[3].